# Temnothorax pilagens
Espèce
Temnothorax pilagens est une espèce de fourmis de la sous-famille des Myrmicinae.
Cette fourmi est esclavagiste, son nom pilagens vient du latin pilare « pillarde ».
Elle se rencontre en zone néarctique, au nord-est des États-Unis et au sud-est du Canada, toujours à proximité de ses hôtes Temnothorax longispinosus et Temnothorax ambiguus.